# ウラノフェン
ウラノフェン(Uranophane, (Ca(UO2)2(SiO3OH)2·5H2O)は、希少なカルシウム-ウランケイ酸塩水和鉱物である。ウラノタイル(Uranotile)とも呼ばれ、他のウラン鉱物の酸化で形成される。黄色で放射性を持つ。
アメリカ地質研究所のアリス・ウィークスとメアリー・トンプソンが1953年に同定した。
古典的な標本は、オンタリオ州バンクロフトのマダワスカ鉱山で産出したものである。

## ウラノフェングループ
- ウラノフェン（Ca(UO2)2(SiO3OH)2·5H2O）
- パラウラノフェン[6]（Ca(UO2)2(SiO3OH)2·5H2O）
  - ウラノフェンの多型。従来は「ベータウラノフェン」と呼ばれていたが、2022年に改称された。
- ボルトウッド石（英語版）[7]（(K,Na)(UO2)2(SiO3OH)·1.5H2O）
- Natroboltwoodite [8](Na(UO2)2(SiO3OH)·H2O）
  - ボルトウッド石のナトリウム置換体。1975年に発見されたときは「Sodium boltwoodite」だったが、2008年に改称された。